# Aleksandra Zagórska

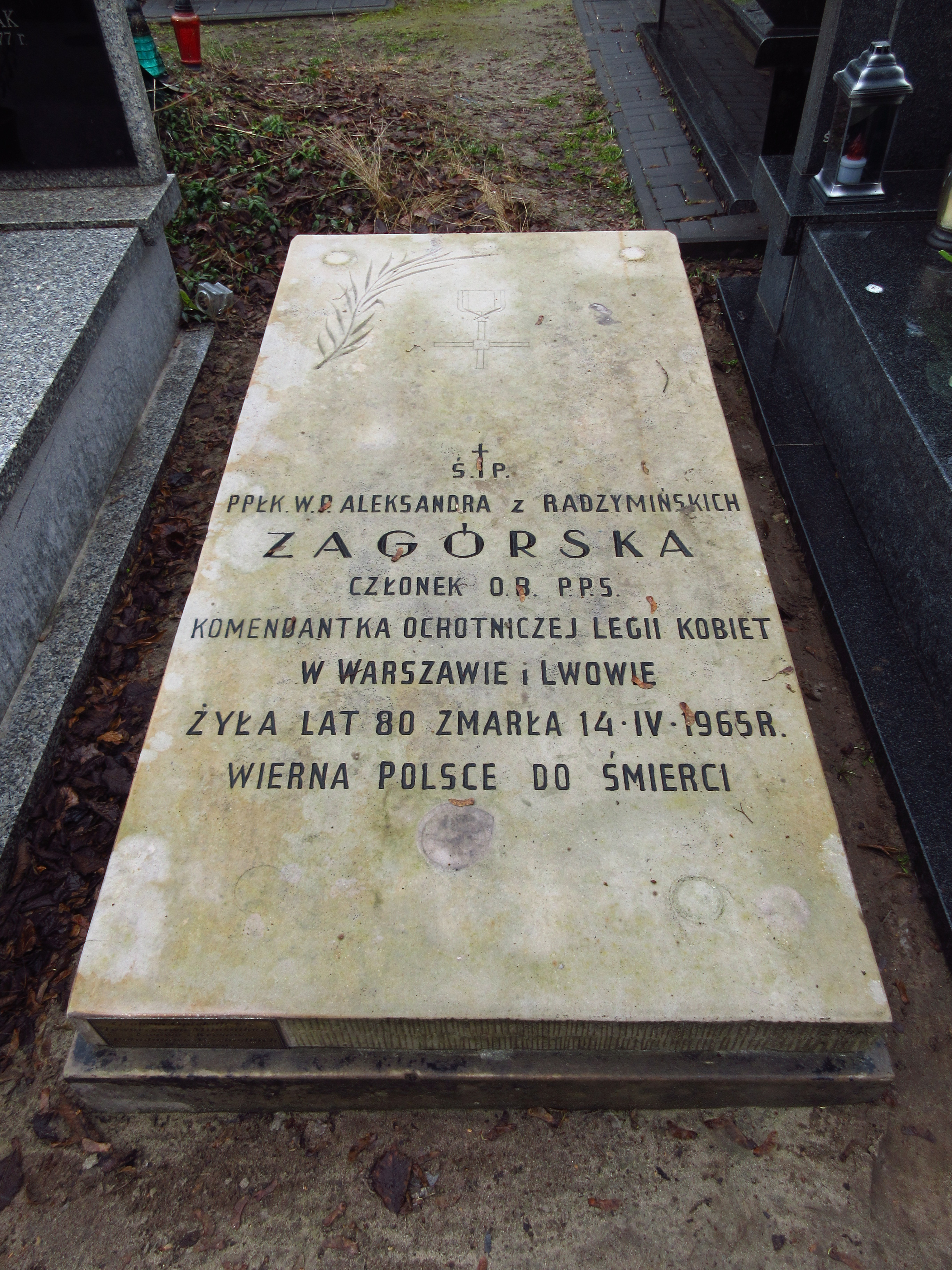
Grób Aleksandry Zagórskiej na cmentarzu Bródnowskim

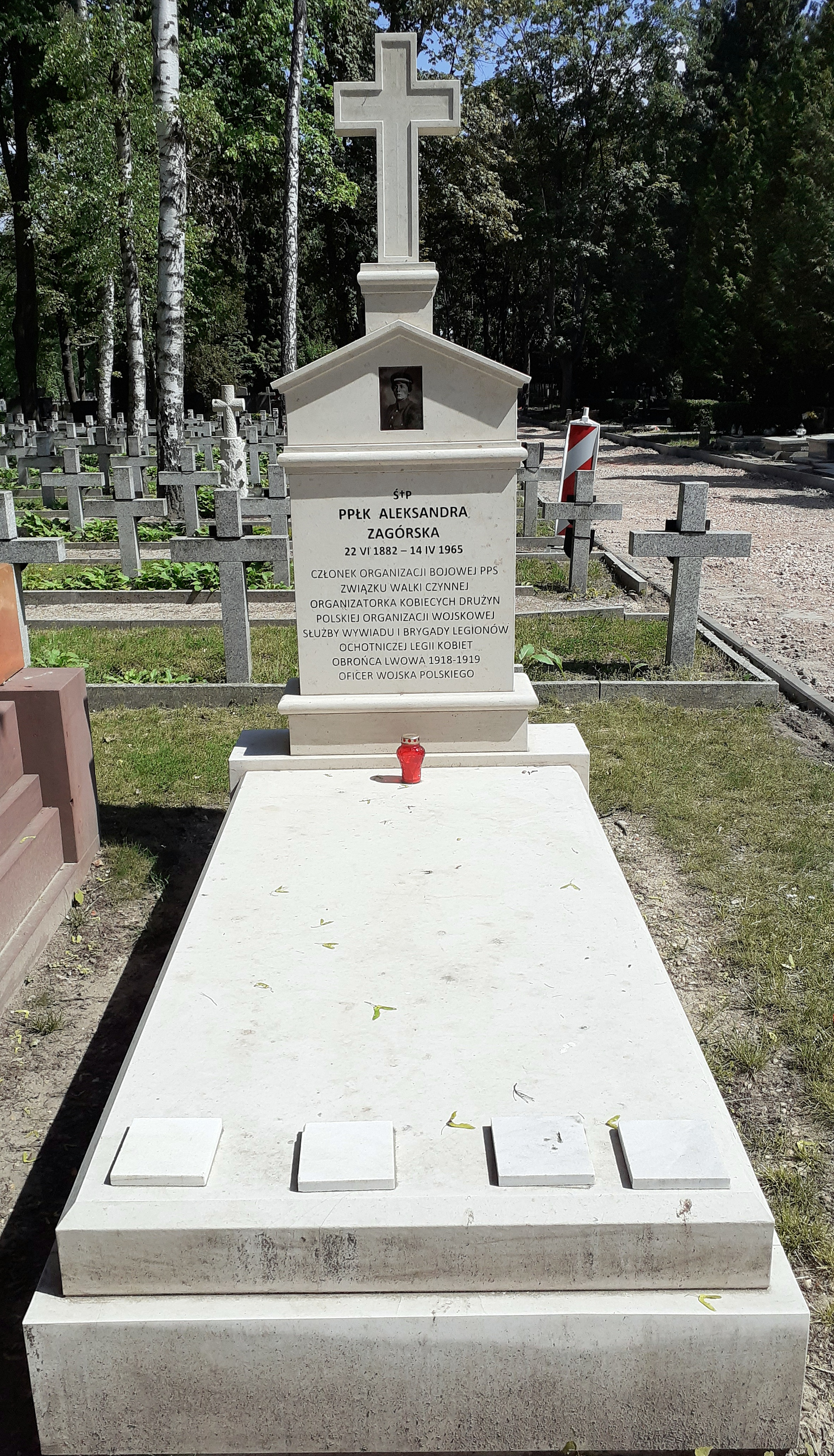
Nagrobek ppłk Aleksandry Zagórskiej na Cmentarzu Wojskowym przy ul. Powązkowskiej w kwaterze B11. Fot. ze zbiorów IPN

Aleksandra Zagórska, 1° v. Bitschan, 2° v. Bednarz, 3° v. Zagórska, pseudonim Magda (ur. 22 czerwca 1882 w Lublinie, zm. 14 kwietnia 1965 w Warszawie) – podpułkownik Wojska Polskiego, żołnierz Legionów, organizatorka i komendantka Ochotniczej Legii Kobiet, działaczka niepodległościowa.

## Życiorys

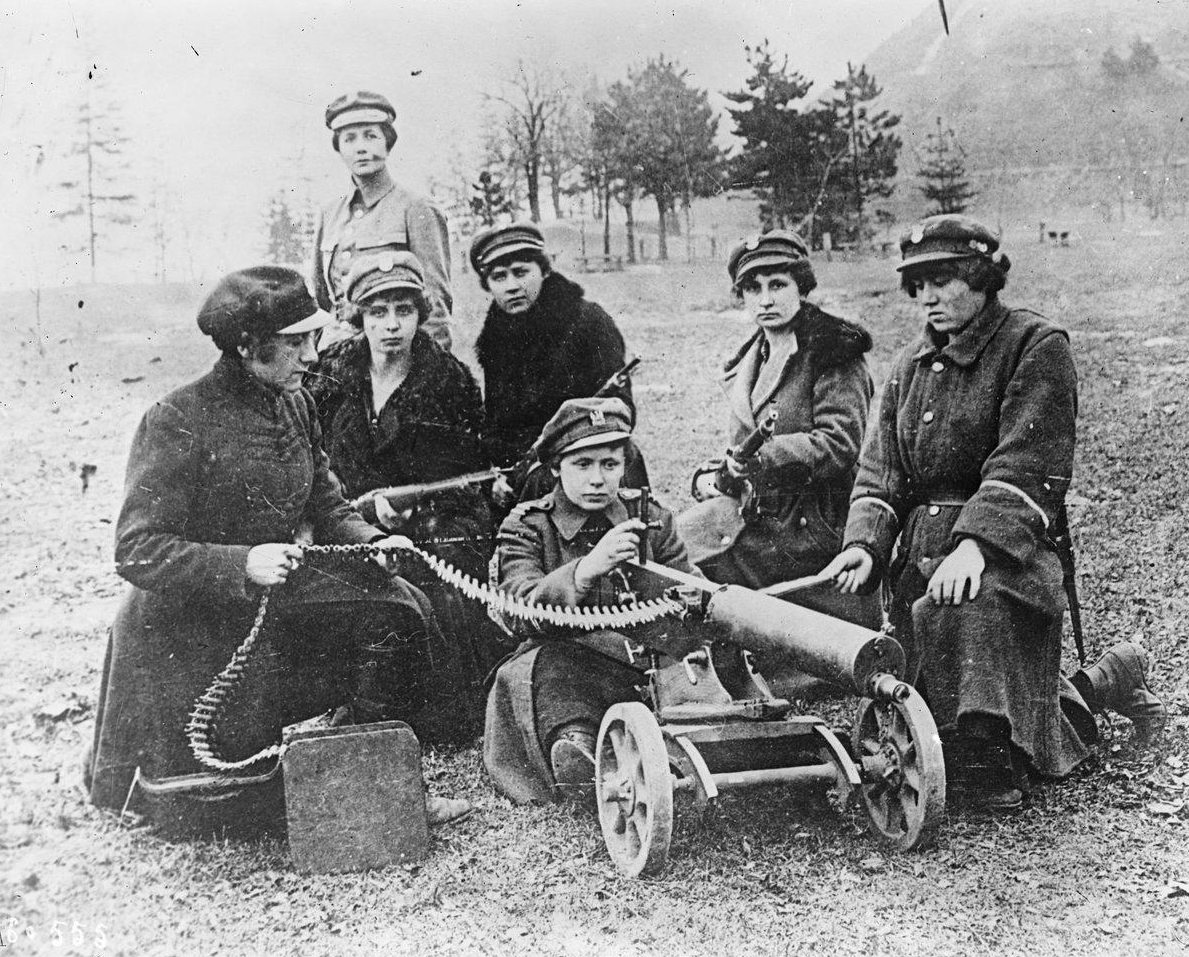
Aleksandra Zagórska (z tyłu) z członkiniami Ochotniczej Legii Kobiet w 1920 roku

Urodziła się w rodzinie Antoniego Lubicz - Radzimińskiego i Florentyny z Szpechtów. Dzieciństwo spędziła w Sandomierzu. Od 1894 roku uczyła się w progimnazjum w Zamościu, a od 1895 do gimnazjum w Radomiu. W gimnazjum uczestniczyła w kolportażu odezw PPS. Od 1904 roku studiowała filozofię na Uniwersytecie Jagiellońskim i jednocześnie podjęła współpracę z techniką partyjną PPS kierowaną przez Ksawerego Praussa. W 1905 roku wstąpiła do Organizacji Bojowej PPS, w działaniach której używała pseudonimu Magda. W 1906 roku założyła wspólnie z Czesławem Świrskim wytwórnię materiałów wybuchowych, w której przygotowywano ładunki wybuchowe wykorzystywane w akcjach m.in. w „krwawej środzie”. W listopadzie 1906 r. uległa zatruciu wyziewami piorunianu rtęci, służącego do produkcji bomb. Dla poratowania zdrowia przebywała na kuracji w Zakopanem. Po rekonwalescencji powróciła do Warszawy, gdzie ponownie podjęła aktywną działalność w akcjach bojowych. W lipcu 1907 r. uczestniczyła w nieudanym zamachu na pociąg  w Łapach wiozący żołnierzy pułku wołyńskiego. W marcu 1908 r. została aresztowana i osadzona na Pawiaku.  W październiku 1908 r. dzięki łapówce w trakcie procesu uwolniona od zarzutów, została tymczasowo zwolniona, wciąż jednak zagrożona aresztowaniem zbiegła do Galicji. Zatrzymała się w Krakowie włączając się w działalność miejscowej komórki Organizacji Bojowej, a następnie schroniła się w Zakopanem. W lipcu 1909 roku otrzymała rozkaz udania się do Lwowa, miasta w którym zamieszkała na stałe i w historii którego miała odegrać istotną rolę. Mimo obawy ponownym aresztowaniem systematycznie przekraczała granice Królestwa dokąd przewoziła broń i wydawnictwa PPS na polecenia Tomasza Arciszewskiego. W 1911 wstąpiła do Związku Walki Czynnej, a także do Związku Strzeleckiego we Lwowie będąc jednocześnie organizatorką kobiecych drużyn Polskiej Organizacji Wojskowej.
Podczas I wojny światowej była organizatorką kobiecej służby wywiadowczej I Brygady Legionów Polskich. W stopniu majora wzięła udział w obronie Lwowa w latach 1918–1919 w trakcie wojny polsko-ukraińskiej, organizując oddział kurierek (jej adiutantką była Stanisława Paleolog). 4 listopada 1918 r. zorganizowała we Lwowie kobiecą organizację paramilitarną Ochotnicza Legia Kobiet., której była komendantką. U kresu walk we Lwowie zaangażowała się w organizowanie milicji kobiecej w ramach Miejskiej Straży Obywatelskiej. Ochotniczki z OLK wzięły czynny udział w wojnie z bolszewikami. 1 kwietnia 1920 r. została mianowana naczelniczką Wydziału Ochotniczej Legii Kobiet przy Sekcji Mobilizacyjnej Oddziału I Sztabu Ministerstwa Spraw Wojskowych w Warszawie z równoczesnym przyznaniem stopnia funkcyjnego majora (jej adiutantką pozostawała ppor. S. Paleolog, późniejsza minister w Rządzie Londyńskim). Z racji zajmowanego stanowiska była „dowódczynią wszystkich formacji OLK na terenie podległym Ministerstwu Spraw Wojskowych”. Z dniem 1 października 1921 r., na własną prośbę, została zwolniona z czynnej służby wojskowej. Dosłużyła się stopnia podpułkownika.
W okresie międzywojennym w latach 1922–1924 mieszkała w Kobierzynie, a od 1925 roku ponownie we Lwowie, gdzie jej mąż kierował szpitalami psychiatrycznymi. W 1927 roku, wciąż sprawujący funkcję Dyrektora Szpitala na Kulparkowie, Roman Zagórski nagle zmarł na powikłania pogrypowe. Po śmierci męża Aleksandra przeniosła się do Radości pod Warszawą i podjęła pracę w Radzie Szkolnej Miasta Stołecznego Warszawy przy organizowaniu kolonii dla dzieci. W 1928 roku zorganizowała Związek Legionistek Polskich, pełniąc do 1939 funkcję prezesa związku. 
We wrześniu 1939 r. w czasie oblężenia w Warszawie, w świetlicy przy ul. Brackiej, nie ulegając chaosowi i panice prowadziła jadłodajnię dla uchodźców. Uniknęła cudem śmierci gdy pod jej nieobecność budynek ten został zniszczony. W 1940 roku ciężko zachorowała. Po opuszczeniu szpitala udała się do Zakopanego. Zamieszkała w Witkiewiczówce, której właściciele zaprzyjaźnieni z rodziną Zagórskich, udostępnili jej dożywotnio mieszkanie. Po nabraniu sil powróciła do Warszawy. W 1943 roku wstąpiła do Konwentu Organizacji Niepodległościowych, grupującego piłsudczyków, głównie z frakcji popierającej Walerego Sławka. Konkurencja polityczna nazywała tę grupę „sierotami po Sławku". Po wojnie latem 1945 roku zamieszkała w Zakopanem, w Witkiewiczówce, która w pozostałej części została wydzierżawiona Związkowi Historyków Sztuki z przeznaczeniem na Dom Pracy Twórczej. 
Po II wojnie światowej Zagórska nadal organizowała w Warszawie cykliczne, wspomnieniowe spotkania byłych legionistek. Podczas jednego z takich spotkań w kwietniu 1965 roku nagle zmarła.
Z pierwszego małżeństwa z Henrykiem Bitschanem miała córeczkę, która zmarła krótko po narodzinach i syna, Jerzego, który mając czternaście lat jako Orlę Lwowskie wziął udział w walkach o Lwów i poległ 21 listopada 1918 r.. Jej drugim mężem był Józef Bednarz, wybitny psychiatra, z którym miała syna Władysława. Po rozpadzie małżeństwa Bednarzy w 1912 r. zawarła związek małżeński z lwowskim lekarzem Romanem Zagórskim, z którym mieszkała na lwowskim Kulparkowie.
Zmarła 14 kwietnia 1965 r. w Warszawie. Została wówczas pochowana na cmentarzu Bródnowskim (aleja 71B-III-11). W 2022 r. z inicjatywy Instytutu Pamięci Narodowej i rodziny szczątki ppłk. Zagórskiej zostały ekshumowane z cmentarza Bródnowskiego, a następnie w ponownym, uroczystym wojskowym pogrzebie, 26 maja 2022 r. złożone na Cmentarzu Wojskowym przy ul. Powązkowskiej w kwaterze żołnierzy wojny polsko - bolszewickiej z 1920 r. Aktualna lokalizacja grobu - Powązki kwatera B11, obok mogiły Matki Nieznanego Żołnierza Jadwigi Zarugiewiczowej.

## Ordery i odznaczenia
- Krzyż Niepodległości z Mieczami (3 maja 1932)[18]
- Krzyż Oficerski Orderu Odrodzenia Polski (10 listopada 1928)[19][20]
- Krzyż Walecznych (dwukrotnie, 1922)[21][22]
- Złoty Krzyż Zasługi (22 kwietnia 1938)[23]
- Medal Pamiątkowy za Wojnę 1918–1921[20]
- Krzyż Obrony Lwowa[16]
- Odznaka Honorowa „Orlęta”[16]